# 헨조
헨조(일본어: 遍昭, 816년 ~ 890년)는 헤이안 시대의 승려, 시인이다. 본명은 요시미네노 무네사다(일본어: 良岑宗貞)로 간무 천황의 손자이다.
닌묘 천황의 치세에 조정의 주요 관직을 두루 거쳤다. 몬토쿠 천황이 즉위하자 출가하여 승려가 되었다. 교토 근교에 간케이지를 건립하는 등 불법(佛法)의 전도에 활동하였다. 885년 승정(僧正)이 되었다. 6가선의 한 사람.

## 와카
```
하늘의 바람이여, 불어서 구름이 지나지 못하게 막아라. 선녀가 잠시 머무르도록.
天つ風 雲のかよひ路 吹きとぢよ をとめの姿 しばしとどめむ
```